# Гарцено
Гарцено (итал. Garzeno) је насеље у Италији у округу Комо, региону Ломбардија.
Према процени из 2011. у насељу је живело 658 становника. Насеље се налази на надморској висини од 646 м.

## Становништво
| 1936. | 1951. | 1961. | 1971. | 1981. | 1991. | 2001. | 2011. |
| ----- | ----- | ----- | ----- | ----- | ----- | ----- | ----- |
| 2.059 | 2.159 | 1.974 | 1.718 | 1.479 | 1.258 | 1.029 | 852   |